# An-Nasira (Hims)
An-Nasira (arab. الناصرة) – miasto w Syrii, w muhafazie Hims. W 2004 roku liczyło 835 mieszkańców. Miasto chrześcijańskie.